# 아르투르 보루츠
아르투르 보루츠(폴란드어: Artur Boruc, 1980년 2월 20일 ~ )는 폴란드의 전 축구 선수로, 과거 골키퍼로 활약하였다. 그는 1998년 포곤 시에들체에서 프로무대에 데뷔했고, 한 시즌 뒤 레기아 바르샤바로 이적하며 그 능력을 인정받기 시작했다. 2005년 스코틀랜드 프리미어리그의 셀틱으로 이적하자마자 주전자리를 꿰차며 2005/06, 2006/07, 2007/08 시즌 팀의 연속 우승을 이끌었다. 2010년 세리에 A의 ACF 피오렌티나로 이적하였다.
2012년 여름이적시장에서 자유계약신분으로 사우스햄튼 FC 로 이적하였다.
2004년 4월 28일 아일랜드와의 친선경기를 통해 국가 대표팀에 데뷔했고 2006년 FIFA 월드컵의 폴란드 선수 명단에 포함됐다. 그는 맨체스터 유나이티드의 토마시 쿠슈차크와 아스널의 우카시 파비안스키와의 경쟁 끝에 넘버 1으로 등극했고 월드컵에서도 좋은 활약을 보였지만 대표팀의 16강 진출 실패를 막진 못했다. 보루츠는 UEFA 유로 2008에서도 훌륭한 활약을 펼치며 오스트리아와 독일 언론으로부터 '우주 비행사'라는 별명을 얻기도 했지만 폴란드는 조별 예선에서 1무 2패로 탈락하고 만다.